# Кінкала
Кінкала (фр. Kinkala) — місто в Республіці Конго, центр департаменту Пул.  Населення на 2010 рік - 16 132 особи .
Середньорічна температура повітря - 25,3°С. Річна сума опадів - 1396 мм . Найбільше їх випадає з листопада по грудень і з березня по квітень, найменше - з червня по серпень. Середньорічна швидкість вітру - 2,4 м/с .